# Edson Araújo
Edson Cunha de Araújo (Recife, 26 de setembro de 1952) é um político brasileiro. É deputado estadual desde 2011.
Foi eleito deputado estadual em 2010 e reeleito em 2014 e 2018.
O deputado é investigado pela Polícia Federal (PF) por ter recebido 5,4 milhões de reais de uma entidade envolvida no Esquema de fraudes no INSS.